# Ludwig Julius Budge
Ludwig Julius Budge, född 11 september 1811 i Wetzlar, Tyskland, död 14 juli 1888 i Greifswald, var en tysk fysiolog, som 1847 blev professor i fysiologi vid Bonns universitet samt 1856 professor i anatomi och fysiologi i Greifswald. De främsta av hans skrifter är Untersuchungen über das Nervensystem (1841–42), Allgemeine Pathologie (1843), Lehrbuch der speciellen Physiologie (1848, åttonde upplagan 1862) och Bewegung der Iris (1855).

## Biografi
Budge var allmänläkare i Altenkirchen (Westerwald) från 1836 till 1842. Under denna tid arbetade han redan som forskare. År 1842 habiliterade Budge vid Rheinische Friedrich-Wilhelms-Universität i Bonn. Han blev biträdande professor i Bonn 1847 och full professor 1855. År 1851 valdes han in i tyska Vetenskapsakademien Leopoldina. 

## Vetenskapligt arbete
År 1856 intog Budge professuren i anatomi och fysiologi vid universitetet i Greifswald. Genom sitt flerfaldigt prisbelönta arbete med regnbågshinnans rörelse från 1855 blev han känd i den professionella världen. År 1845, samtidigt med andra forskare, upptäckte han vagusnervens hämningseffekt på hjärtats funktion, även om han misstolkade sina resultat. Som anatom noterade han 1859 att när de strimmiga musklerna växer, ökar inte bara fibrernas tjocklek utan även antalet enskilda fibrer. Samma år upptäckte han att levern genomkorsas av ett kapillärnätverk som mynnar ut i gallgångarna.